# Louisea
Louisea is een geslacht van kreeftachtigen uit de klasse van de Malacostraca (hogere kreeftachtigen).

## Soorten
- Louisea balssi (Bott, 1959)
- Louisea edeaensis (Bott, 1969)